# Ben Jonson
För sprintern, se Ben Johnson.

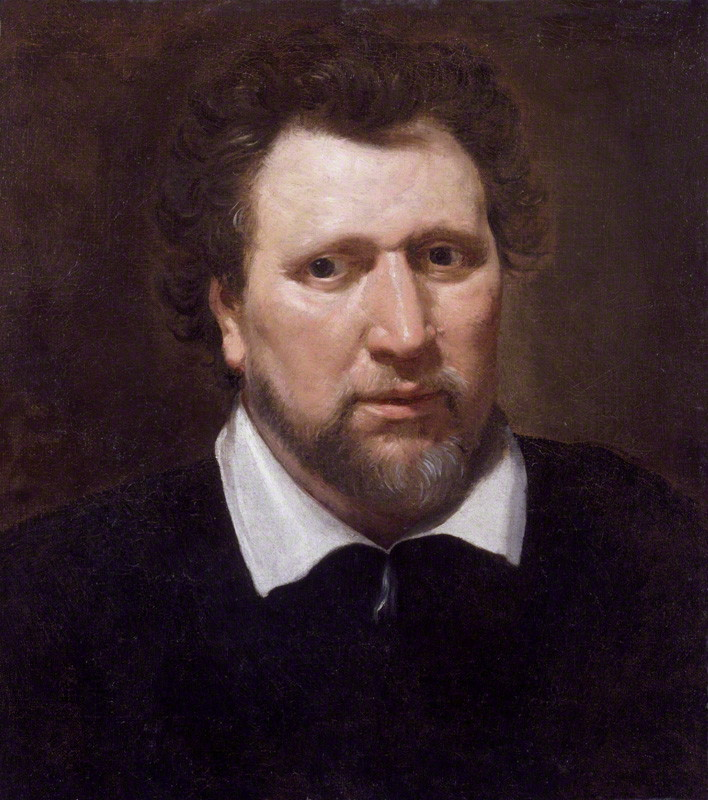
Ben Jonson.

Ben Jonson, egentligen Benjamin Jonson, född 11 juni 1572 i London, död 16 augusti 1637 i London, var en engelsk poet och dramatiker, näst Shakespeare den mest betydande författaren under den elisabetanska perioden.

## Biografi
Efter skolgång i Westminster School var Jonson under någon tid murare och senare legosoldat i Flandern innan han ägnade sig åt skådespeleri. Från 1597 skrev han själv skådespel. Hans komedi Every Man in His Humour uppfördes 1598 av Shakespearetruppen, och i utgåvan av Jonsons skådespel från 1616 nämns Shakespeare först bland aktörerna i denna pjäs. Jonsons dramatiska produktion fortsatte in på 1630-talet med bl a en rad maskspel, masques, för Elisabets och Jakob I:s hov. År 1616 utnämndes han till hovpoet (poeta lareatus) och fick kunglig pension. De sista tio åren av sitt liv tillbringade han i sjuksäng efter ett slaganfall.

## Författarskap
Jonson skrev några tragedier, bland andra romarpjäsen Sejanus (1603), men hans stora dramatiska insats är komedier som Volpone or the Fox (1606), The Alchemist (1610) och Bartholomew Fair (1614). Karakteriseringen av personerna är inte sammansatt som hos Shakespeare, utan Jonson tar fram ett dominerande drag, a humour, och gisslar, fränt och med ett myller av förbluffande detaljerade iakttagelser: sexuell och ekonomisk glupskhet, puritanskt hyckleri, besticklighet, utlandssvärmeri och allmän lättrogenhet. Liksom senare Swift väljer han att visa sitt moraliska allvar genom att porträttera idealens motsatser. I prologen till The Alchemist försvarar han sin metod: hans vassa penna vill bota, inte såra. 
I motsats till skådespelen är Jonsons poesi klassiskt sval och tuktad i elegier, kärleksdikter, lantliga idyller och satirer. Till de mest kända poetiska produkterna hör den ofta sjungna kärleksdikten Drink to Me Only With Thine Eyes samt de verser om 80 rader som utgör Jonsons hyllning till Shakespeare i första utgåvan (1623) av dennes skådespel. Samma varma uppskattning, fastän med en tillsats av kritiska synpunkter, uttryckte han på prosa i Timber or Discoveries (postumt 1640).

## Svenska översättningar
- Räven (otryckt översättning av Ivar Harrie för Göteborgs stadsteater 1961)
- Volpone (Göran O. Eriksson efter Ben Jonson, PAN/Norstedt, 1968)
- Alkemisten (otryckt översättning av Britt G. Hallqvist, bearbetning Staffan Roos för Kungliga Dramatiska Teatern, 1980)